# Fatih Tekke
Fatih Tekke (Köprübaşı, 9 de setembro de 1977), é um ex-futebolista turco que atuava como atacante.[carece de fontes?] Três anos após sua aposentadoria dos gramados em 2012, passou a investir na carreira de treinador e treinou diversos clubes do segundo e terceiros escalões de futebol da Turquia. Atualmente, no entanto, está sem clube após ser demitido do Denizlispor em janeiro de 2022.

## Carreira como jogador
Em sua carreira profissional, passou por diversos clubes, tendo destacado-se com a camisa do Zenit, clube onde conquistou duas competições continentais europeias: a Copa da UEFA de 2007–08 e a Supercopa da UEFA de 2008. Já durante sua passagem pela Seleção Turca, fez parte do elenco que conquistou a Eurocopa  Sub-17 de 1994 após vencer a Dinamarca na grande final por 1–0.

## Retrospecto como treinador
| Clube        | Jogos | V  | E  | D  | %      |
| ------------ | ----- | -- | -- | -- | ------ |
| Erciyesspor  | 9     | 1  | 4  | 4  | 25,93% |
| Boluspor     | 13    | 2  | 6  | 5  | 30,77% |
| Manisaspor   | 13    | 5  | 3  | 5  | 46,15% |
| Denizlispor  | 13    | 6  | 3  | 4  | 53,85% |
| Istanbulspor | 27    | 6  | 11 | 10 | 35,80% |
| Istanbulspor | 46    | 20 | 11 | 15 | 51,45% |
| Bursaspor    | 4     | 1  | 1  | 2  | 33,33% |
| Denizlispor  | 12    | 3  | 3  | 6  | 33,33% |
| Fonte:       |       |    |    |    |        |

## Títulos como jogador

### Seleção Turca
- Eurocopa Sub-17 (1): 1994

### Trabzonspor
- Copa da Turquia (2): 2002–03 e 2003–04

### Zenit
- Premier League Russa (1): 2007
- Supercopa da Rússia (1): 2008
- Copa da UEFA (1): 2007–08
- Supercopa da UEFA (1): 2008

### Rubin Kazan
- Copa da Rússia (1): 2010